# Lupinus costaricensis
Lupinus costaricensis är en ärtväxtart som beskrevs av David Baxter Dunn. Lupinus costaricensis ingår i släktet lupiner, och familjen ärtväxter. Inga underarter finns listade i Catalogue of Life.